# (175113) 2004 PF115
(175113) 2004 PF115 ist ein großes transneptunisches Objekt im Kuipergürtel, das bahndynamisch als Cubewano eingestuft wird. Aufgrund seiner Größe ist der Asteroid ein Zwergplanetenkandidat.

## Entdeckung
2004 PF115 wurde am 7. August 2004 von einem Astronomenteam, bestehend aus Mike Brown, Chad Trujillo und David Lincoln Rabinowitz, im Rahmen des Near-Earth-Asteroid-Tracking-Projektes (NEAT) mit dem 1,2-m-Oschin-Schmidt-Teleskop am Palomar-Observatorium (Kalifornien) entdeckt. Die Entdeckung wurde zusammen mit 2004 XA192, 2005 QU182 und 2004 PG115 am 1. September 2007 bekanntgegeben, der Planetoid erhielt am 20. Januar 2008 von der IAU die Kleinplanetennummer 175113.
Nach seiner Entdeckung ließ sich 2004 PF115 auf Fotos bis zum 4. Juni 1992, die im Rahmen des Digitized-Sky-Survey-Programmes am Siding-Spring-Observatorium (Australien) gemacht wurden, zurückgehend identifizieren und so seinen Beobachtungszeitraum um 12 Jahre verlängern, um so seine Umlaufbahn genauer zu berechnen. Seither wurde der Planetoid mit dem Herschel-Weltraumteleskop sowie erdbasierten Teleskopen beobachtet. Im April 2017 lagen insgesamt 124 Beobachtungen über einen Zeitraum von 24 Jahren vor. Die bisher letzte Beobachtung wurde im September 2018 am Purple Mountain-Observatorium (Volksrepublik China) durchgeführt. (Stand 25. Februar 2019)

## Eigenschaften

### Umlaufbahn
2004 PF115 umkreist die Sonne in 244,20 Jahren auf einer leicht elliptischen Umlaufbahn zwischen 36,52 AE und 41,62 AE Abstand zu deren Zentrum. Die Bahnexzentrizität beträgt 0,065, die Bahn ist 13,35° gegenüber der Ekliptik geneigt. Derzeit ist der Planetoid 41,56 AE von der Sonne entfernt. Das Perihel durchlief er das letzte Mal 1905, der nächste Periheldurchlauf dürfte also im Jahre 2150 erfolgen.
Marc Buie (DES) klassifiziert den Planetoiden als Cubewano, wobei er zu den bahndynamisch «heißen» klassischen KBO gehört, während das Minor Planet Center ihn als Nicht-SDO und allgemein als «Distant Object» einstuft.

### Größe und Rotation
Derzeit wird von einem Durchmesser von etwa 468 km ausgegangen, basierend auf einem Rückstrahlvermögen von 12,3 % und einer absoluten Helligkeit von 4,54 m, was durch das Herschel-Weltraumteleskop ermittelt wurde. Ausgehend von einem Durchmesser von 468,2 km ergibt sich eine Gesamtoberfläche von etwa 689.000 km2. Die scheinbare Helligkeit von 2004 PF115 beträgt 20,86 m, die mittlere Oberflächentemperatur wird anhand der Sonnenentfernung auf 44 K (−229 °C) geschätzt.
Da anzunehmen ist, dass sich 2004 PF115 aufgrund seiner Größe im hydrostatischen Gleichgewicht befindet und somit weitgehend rund sein muss, sollte er die Kriterien für eine Einstufung als Zwergplanet erfüllen. Mike Brown geht davon aus, dass es sich bei 2004 PF115 um möglicherweise einen Zwergplaneten handelt. Gonzalo Tancredi gab 2010 noch keine Empfehlung ab.
| Jahr                                         | Abmessungen km                    | Quelle        |
| -------------------------------------------- | --------------------------------- | ------------- |
| 2010                                         | 482,0                             | Tancredi      |
| 2012                                         | 406,3 +97,6−75,3 468,2 +38,6−49,1 | Mommert u. a. |
| 2018                                         | 482,0                             | Brown         |
| Die präziseste Bestimmung ist fett markiert. |                                   |               |